# Vera Farmiga

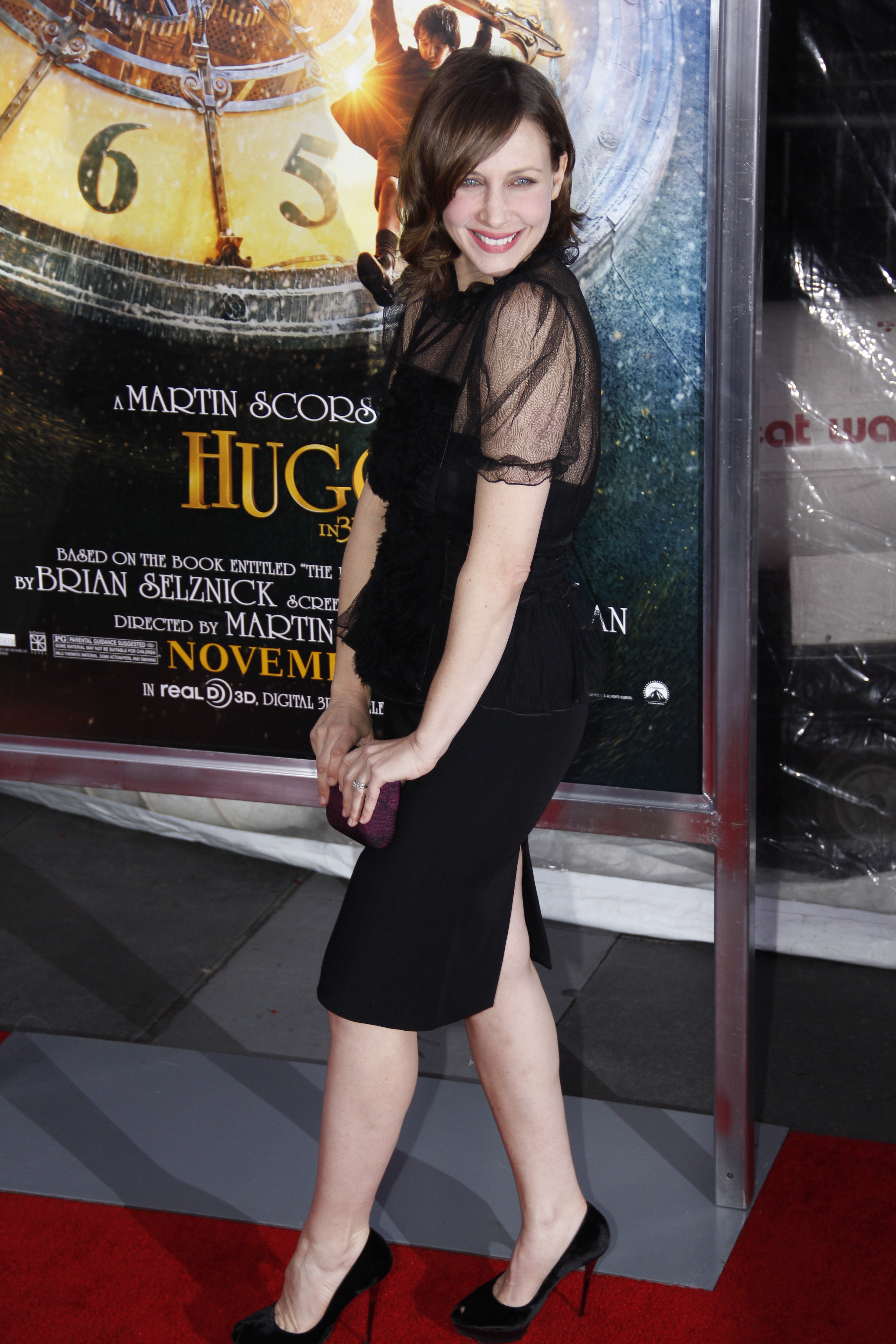
Vera Farmiga (2011)

Vera Ann Farmiga (ur. 6 sierpnia 1973 w Passaic) – amerykańska aktorka, nominowana w 2010 roku do Oscara za rolę drugoplanową w obrazie W chmurach.

## Życiorys
Vera Ann Farmiga jest drugim z siedmiorga dzieci, urodziła się w Passaic County, w stanie New Jersey i dorastała w Clifton, New Jersey. Jest córką ukraińskich imigrantów, ojciec Mychajło jest analitykiem komputerowym, matka Luba Farmiga – nauczycielką. Vera Farmiga dorastała w ukraińsko-amerykańskiej społeczności, do szóstego roku życia nie mówiła po angielsku. Uczęszczała do Ukraińskiej Szkoły Katolickiej w Newark, gdzie tańczyła w zespole ludowym. Jako dziewczyna przeszła z Ukraińskiego Kościoła Greckokatolickiego do kościoła zielonoświątkowego. W 1991 roku Farmiga ukończyła Hunterdon Central Regional High School. Początkowo chciała studiować optometrię, jednak ostatecznie rozpoczęła studia aktorskie na Syracuse University's School of Visual and Performing Arts.
Debiutowała w 1996 roku na Broadwayu jako dublerka w sztuce Taking Sides. W tym samym roku zagrała rolę Mirandy w sztuce The Tempest wystawianej w American Conservatory Theater. Po debiucie teatralnym zagrała w australijskim serialu Prawo miecza u boku Heath Ledgera. Następnie kontynuowała karierę grając w filmach.
W 2000 roku wystąpiła w komedii romantycznej Miłość w Nowym Jorku u boku Richarda Gere'a i Winony Ryder. Cztery lata później za udział w niezależnym filmie Aż do kości otrzymuje nagrodę specjalną Jury Sundance Film Festival i nominację do Independent Spirit Awards. W tym samym roku występuje w filmie Kandydat u boku Meryl Streep i Denzela Washingtona. Przełomem w jej karierze okazał się występ w filmie Martina Scorsese Infiltracja w 2006 roku, obraz otrzymuje Oscara dla najlepszego filmu. W tym samym czasie Farmiga wzięła udział w filmie Rozstania i powroty wraz z Juliette Binoche i Jude’em Lawem. W 2008 roku zagrała w filmie Chłopiec w pasiastej piżamie u boku Davida Thewlisa. Za rolę w tym niezależnym dramacie Vera otrzymała nagrodę British Independent Film Award dla najlepszej aktorki.
W 2009 roku aktorka zagrała u boku George’a Clooneya i Anny Kendrick w obrazie W chmurach w reżyserii Jasona Reitmana. Za rolę Vera otrzymała nominację do Oscara, Złotego Globu i nagrody Gildii Aktorów Filmowych dla najlepszej aktorki drugoplanowej.
W latach 2013–2017 występowała w serialu Bates Motel. Za rolę Normy Bates otrzymała nominację do nagrody Emmy w 2013, a w 2014 nagrodę Saturn.

### Życie prywatne
Od 2008 roku jest żoną Renne Hawkeya. Para ma dwoje dzieci: Finna (ur. 2009) i Gyttę Liubow (ur. 2010).

## Filmografia

### Filmy fabularne
- 1997: Różane wzgórze (Rose Hill) jako Emily Elliot
- 1998: Powrót do raju (Return to Paradise) jako Kerrie
- 1998: The Butterfly Dance jako Diane
- 2000: Miłość w Nowym Jorku (Autumn in New York) jako Lisa Tyler
- 2000: Oportuniści (The Opportunists) jako Miriam Kelly
- 2001: 15 minut (15 Minutes) jako Daphne Handlova
- 2001: Proch i pył (Dust) jako Amy
- 2001: Królewna Śnieżka (Snow White) jako Josephine
- 2002: Brzuchomówca (Dummy) jako Lorena
- 2002: Miłość i pieniądze (Love In the Time of Money) jako Greta
- 2004: Kandydat (The Manchurian Candidate) jako Jocelyn Jordan
- 2004: Niezłomne (Iron Jawed Angels) jako Ruza Wenclawska
- 2004: Aż do kości (Down to the Bone) jako Irene
- 2004: Mind the Gap jako Allison Lee
- 2005: Nigdylandia (Neverwas) jako Eleanna
- 2005: To nie takie łatwe (The Hard Easy) jako dr Charlie Brooks
- 2006: Potęga strachu (Running Scared) jako Teresa Gazelle
- 2006: Infiltracja (The Departed) jako Madolyn Madden
- 2006: Rozstania i powroty (Breaking and Entering) jako Oana
- 2007: Never Forever jako Sophie
- 2007: Joshua jako Abby Cairn
- 2008: Quid pro quo jako Fiona
- 2008: Wojna uczuć (In Tranzit) jako Natalia
- 2008: Chłopiec w pasiastej piżamie (The Boy in the Striped Pyjamas) jako Elsa, matka Bruna
- 2008: Cena prawdy (Nothing but the Truth) jako Erica Van Doren
- 2009: Sierota (Orphan) jako Kate Coleman
- 2009: The Vintner's Luck jako Aurora de Valday
- 2009: W chmurach (Up in the Air) jako Alex Goran
- 2010: Skok Henry’ego (Henry's Crime) jako Julie Ivanova
- 2011: Kod nieśmiertelności (Source Code) jako Colleen Goodwin
- 2013: Obecność (The Conjuring) jako Lorraine Warren
- 2014: Gang Rosenthala (Closer to the Moon) jako Alice
- 2014: Sędzia (The Judge) jako Samantha „Sam” Powell
- 2016: Obecność 2 (The Conjuring 2) jako Lorraine Warren
- 2016: Special Correspondents jako Eleanor Finch
- 2018: Pasażer jako Joanna
- 2018: Zakonnica jako Lorraine Warren
- 2018: Granice (Boundaries) jako Laura Jaconi
- 2018: Skin jako Shareen
- 2019: Godzilla II: Król potworów jako Emma Russell
- 2019: Annabelle wraca do domu jako Lorraine Warren
- 2021: Obecność 3: Na rozkaz diabła jako Lorraine Warren
- 2021: Wszyscy święci New Jersey (The Many Saints of Newark) jako Livia Soprano
- 2023: Zakonnica II jako Lorraine Warren
- wrzesień 2025: Obecność 4: Ostatnie namaszczenie jako Lorraine Warren

### Seriale telewizyjne
- 1997: Prawo miecza (Roar) jako Caitlin
- 1998: Prawo i porządek (Law & Order) jako Lindsay Carson
- 1998: Trinity
- 2001–2002: Ściśle tajne (UC: Undercover) jako Alex Cross
- 2004: Dotyk zła (Touching Evil) jako detektyw Susan Branca
- 2013–2017: Bates Motel jako Norma Louise Bates